# Zoltán Sztanity
Zoltán Sztanity, född den 1 februari 1954 i Győr, Ungern, är en ungersk kanotist.
Han tog OS-silver i K-1 500 meter i samband med de olympiska kanottävlingarna 1976 i Montréal.